# Liste der Pfarren im Dekanat Enns-Lorch
Das Dekanat Enns-Lorch ist ein Dekanat der römisch-katholischen Diözese Linz.

## Pfarren mit Kirchengebäuden und Kapellen
| Ort                      | Seelsorgeraum         | Ink.                   | Patrozinium                                                                         | Kirchengebäude und Kapellen                                                                      | Bild                         |
| ------------------------ | --------------------- | ---------------------- | ----------------------------------------------------------------------------------- | ------------------------------------------------------------------------------------------------ | ---------------------------- |
| Asten                    | St. Florian           | Sankt Florian (CanReg) | Hl. Jakobus                                                                         | Pfarrkirche Asten Ehemalige Pfarrkirche                                                          | Pfarrkirche Asten            |
| Enns-St. Laurenz         | Enns                  |                        | Hll. Raphael, Laurentius und Sieben Schmerzen Mariae                                | Basilika Enns-Lorch Kapelle im Bezirks-Altenheim, Kapelle im Landeskrankenhaus                   | Basilika Enns                |
| Enns-St. Marien          | Enns                  |                        | Maria Schnee                                                                        | Pfarrkirche Enns-St. Marien                                                                      | Pfarrkirche Enns-St. Marien  |
| Hargelsberg              | St. Florian           | Sankt Florian (CanReg) | Hl. Andreas                                                                         | Pfarrkirche Hargelsberg                                                                          | Pfarrkirche Hargelsberg      |
| Hofkirchen im Traunkreis | St. Florian           | Sankt Florian (CanReg) | Hl. Nikolaus                                                                        | Pfarrkirche Hofkirchen im Traunkreis                                                             | Pfarrkirche Hofkirchen       |
| Kronstorf                | Enns                  |                        | Hll. Bartholomäus und Katharina                                                     | Pfarrkirche Kronstorf                                                                            | Pfarrkirche Kronstorf        |
| Niederneukirchen         | St. Florian           |                        | Hl. Margaretha Wallfahrtskirche: Gottesmutter Maria, Hll. Apostel Petrus und Paulus | Pfarrkirche Niederneukirchen Wallfahrtskirche Ruprechtshofen                                     | Pfarrkirche Niederneukirchen |
| St. Florian bei Linz     | St. Florian           | Sankt Florian (CanReg) | Stiftsbasilika: Mariä Himmelfahrt Filialkirche: Hl. Johannes der Täufer             | Stiftsbasilika St. Florian Markt-bzw. Spitalkirche, Schlosskapelle Tillysburg, Marienkapelle     | Stiftskirche St. Florian     |
| St. Marien               | Neuhofen an der Krems |                        | Mariä Namen                                                                         | Pfarrkirche St. Marien (Oberösterreich) Filialkirche Pichlwang, Filiale Barackenkirche Nöstlbach | Pfarrkirche Nöstlbach        |
| Weichstetten             | St. Florian           |                        | Hl. Laurentius                                                                      | Pfarrkirche Weichstetten                                                                         | Pfarrkirche Weichstetten     |

## Dekanat Enns-Lorch
Das Dekanat umfasst neun Pfarren.

### Dechanten
- 2013–2021 Ferdinand Reisinger, Pfarrer in Hargelsberg
- seit 2021 Werner Grad[1]